# Kirsten Mulder
Kirsten Mulder (Odijk, 23 september 1973) is een Nederlands actrice.
Tijdens de middelbare school begon zij aan de vooropleiding van de Theaterschool in Utrecht. Na de middelbare school volgde zij hier tevens de toneelopleiding. Ook studeerde zij aan de Theater Vormings Klas in Amsterdam (met een Brecht-eindproductie in de Melkweg) en in 1995-1996 aan de Toneelacademie in Maastricht. 
In 2000 is Mulder afgestudeerd aan de Theaterschool Amsterdam bij de afdeling mime. Tijdens de verschillende opleidingen kreeg zij ook les in dans en beweging.
Haar tv-bekendheid verwierf ze vooral door haar rol als Fleur Noordermeer in de serie Westenwind (1999-2002). Ook werkte ze mee aan diverse televisieproducties, zoals Boekeloeren, 12 steden, 13 ongelukken en Fort Alpha. Mulder is sinds 2008 verbonden aan Toneelgroep Oostpool. 

## Filmografie
| Televisie | Televisie                | Televisie                                                           | Televisie                          |
| Jaar      | Productie                | Rol                                                                 | Opmerkingen                        |
| --------- | ------------------------ | ------------------------------------------------------------------- | ---------------------------------- |
| 1996      | Fort Alpha               | Dana                                                                | afl. Smilies, La Luna              |
| 1996      | 12 steden, 13 ongelukken | Fleur                                                               | afl. The Young Ones (Bennebroek)   |
| 1999-2002 | Westenwind               | Fleur de Graaf-Noordermeer Myrna Noordermeer (#2) Iris de Haas (#1) | 1999-2000, 2002 2000 2001          |
| 2002      | Baantjer                 | Evelien van de Burg                                                 | afl. De Cock en de stuurloze moord |
| 2002      | Costa!                   | Sabine                                                              | afl. Zon, zee, seks en een ex      |
| 2003-2004 | Onderweg naar Morgen     | Frida Hawinkel                                                      |                                    |
| 2010      | Annie M.G.               | Receptioniste Parool                                                | afl. Hoofdstuk 4                   |
| 2011      | Comedy Live              | Diverse typetjes                                                    |                                    |
| 2011/2012 | Vrijdag op Maandag       | Diverse typetjes                                                    |                                    |
| 2015-2016 | Missie Aarde             | Stem van S.A.R.A., de navigatiecomputer                             |                                    |
| 2018      | Judas                    | Justine                                                             |                                    |
| 2018-2020 | Anne+                    | Esther                                                              |                                    |
| 2021      | Swanenburg               | advocaat Reijnders                                                  |                                    |
| 2024      | Medisch Centrum West     | Jacqueline                                                          |                                    |

## Toneel
- Toneelgroep Oostpool - Wat het lichaam niet vergeet (2008)
- Toneelgroep Oostpool - Los (2008)
- Toneelgroep Oostpool - Zomergasten (2008)
- Toneelgroep Oostpool - Orlando (2009)
- Toneelgroep Oostpool - De Misantroop (Arsinoé - 2011)
- Toneelgroep Oostpool - Boiling Frog (2012)
- Toneelgroep Oostpool - Tramlijn Begeerte (2012)
- Toneelgroep Oostpool - Het proces (2013)
- Toneelgroep Oostpool - Who's Afraid of Virginia Woolf? (2014)
- Toneelgroep Oostpool - Angels in America (2015)
- Toneelgroep Oostpool - Lulu (2016)